# Società Sportiva Romulea
La Società Sportiva Romulea, più semplicemente SS Romulea o Romulea, è una società calcistica italiana con sede a Roma. Nella stagione 2024-2025, partecipa al campionato di Eccellenza.
La sua sede è in via Farsalo 21/25, nel quartiere di San Giovanni in Laterano di Roma alle spalle dell'omonima Basilica, presso l'impianto sportivo comunale "Campo Roma".
A livello giovanile, è una delle società di calcio più titolate in Italia avendo vinto sei scudetti giovanili di cui tre nella categoria Giovanissimi Dilettanti, due nella Juniores Dilettanti, uno (il primo) nel 1950 nella categoria Ragazzi, attuale categoria Allievi Dilettanti.

## Storia

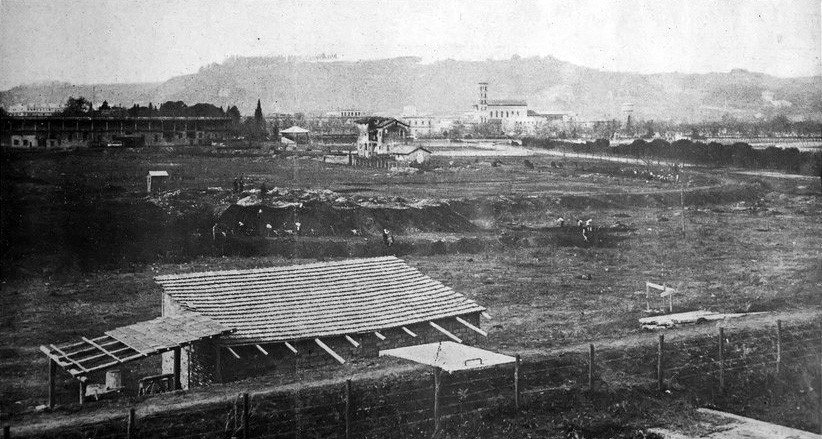
La prima sede della Romulea a Villa Glori in zona Parioli (foto del 1922)

### Primi anni

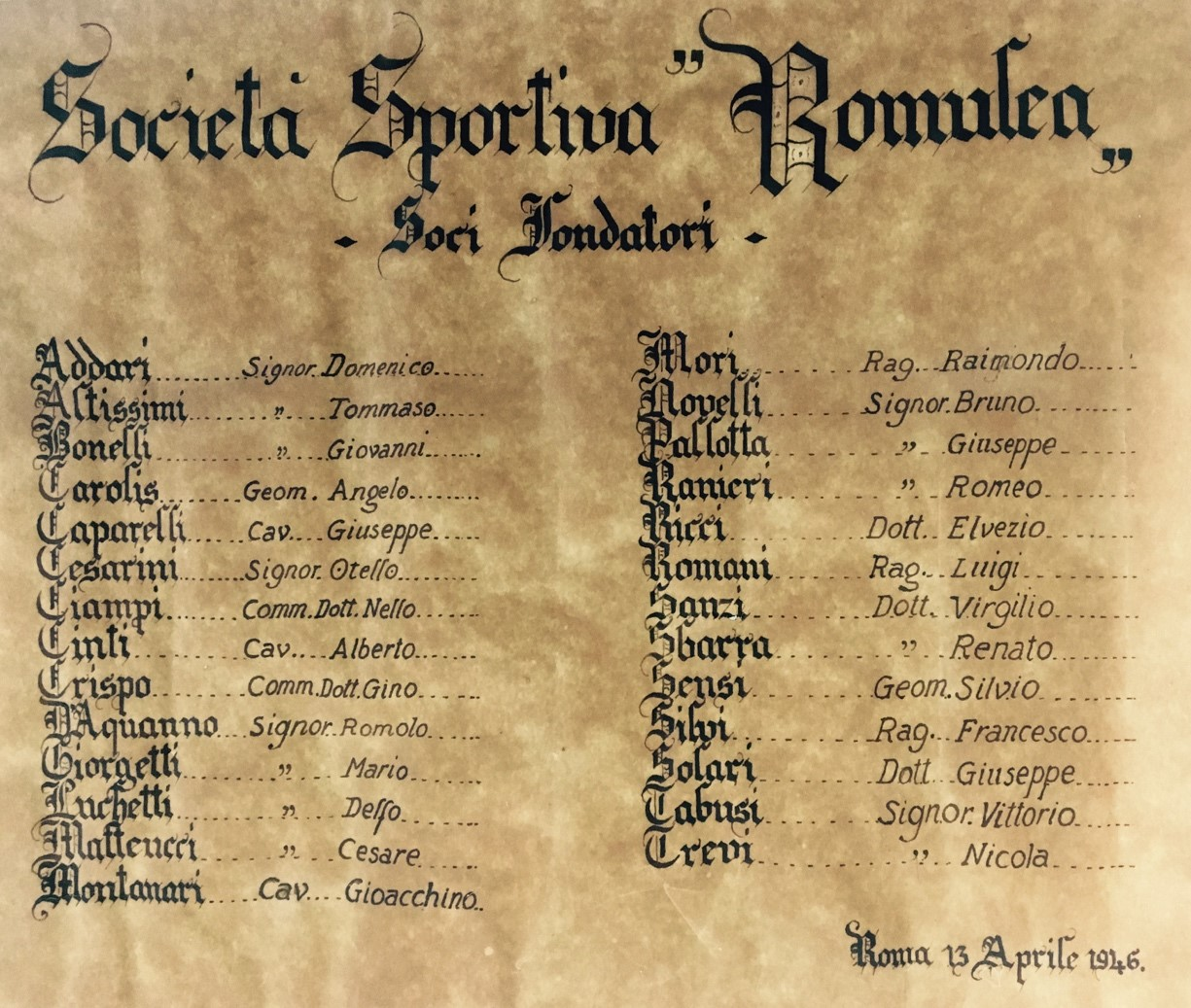
I soci fondatori della SS Romulea (foto del 1946) tra i soci anche il geom. Sensi, padre di Franco, futuro presidente della AS Roma

La Romulea venne fondata il 1º maggio del 1922 in un'assemblea costituente partecipata da soli dipendenti del comune di Roma ed aveva lo scopo di affiliare i dipendenti del comune tramite la diffusione della cultura sportiva e morale. Originariamente la società prevedeva lo svolgimento dei seguenti sport: atletica leggera, ciclismo, calcio, boxe e canottaggio. Parte dell'attività sportiva si svolgeva su un campo calcio in zona Villa Glori al quartiere Flaminio, esattamente adiacente allo stadio della Rondinella ed allo stadio Nazionale dove attualmente è edificato l'Auditorium Parco della Musica in memoria di Ennio Morricone. Nel 1925 la società fu costretta a lasciare Villa Glori (per trasferirsi sugli impianti dell'Acqua Acetosa) per fare spazio a quello che diventò l'omonimo Ippodromo Villa Glori. In quegli anni si mette in luce il giovane calciatore Cesare Augusto Fasanelli che passò all'Alba Roma per poi diventare, a seguito della fusione con il Football Club di Roma e la Fortitudo Pro Roma, un importante attaccante della storia della A.S. Roma dove segnò 59 marcature in 6 anni, prima di passare al Pisa e poi alla Fiorentina.
Successivamente, durante il ventennio fascista e precisamente nel 1927, l’associazione continuò la propria attività prima con il nome Dopolavoro del Governatorato e dopo, dal 1944, come Gruppo Sportivo Dipendenti Comunali fino al 13 aprile del 1946 quando un gruppo di appassionati della disciplina calcistica, tra i quali dirigenti comunali, professionisti e imprenditori della Capitale trasformarono nuovamente quel che restava del gruppo sportivo nella Società Sportiva Romulea quale società dopolavoro dei dipendenti del Comune di Roma. Scelsero quali colori sociali i colori cremisi-arancio sostituiti successivamente dall'amaranto-oro, colori del Comune di Roma. 
La Società, presieduta all'epoca da Virgilio Sanzi, ottenne la concessione del centro sportivo Campo Roma fino ad allora intitolato a Carlo Grella (martire fascista assassinato nel 1922 a piazza Vittorio), situato alle spalle della Basilica di San Giovanni in Laterano nel quartiere San Giovanni di Roma in zona Appio Latino. Il centro sportivo "Carlo Grella" fu inaugurato nel 1935 ed era destinato all'utilizzo da parte dei G.U.F. (Gruppi Universitari Fascisti) per la pratica sportiva (principalmente Atletica Leggera in quanto intorno al campo principale vi era una pista di atletica). Nel 1940 ad opera del Governatorato, subì una completa ristrutturazione ed il centro venne implementato di una doppia tribuna, per gli spettatori. Durante la seconda guerra mondiale la pratica sportiva venne abbandonata ed il centro venne utilizzato dagli alleati come deposito dei propri mezzi sino a quando, al termine del conflitto, non venne affidato alla Romulea.

### Anni '50
Negli anni ’50 e ’60 al timone della Romulea si succedono Presidenti di prestigio (Comm. Virgilio Sanzi, Gr. Uff. Prof. Gaetano Zappalà, Dr. Attico Tabacchi, Avv. Urbano Cioccetti durante la carica di Sindaco di Roma e da ultimo Cav. Angelo Miceli) e direttori tecnici di assoluta competenza e con essi i maggiori traguardi sportivi non tardano ad arrivare; tra i tanti citeremo solo i più significativi: 
- 1949/50: sotto la guida dei tecnici Matteucci e Bonelli, la Romulea è Campione d’Italia nella categoria Ragazzi;
- 1951/52: con Cesarini in panchina, gli amaranto oro conquistano il titolo di Campione Federale categoria Allievi Dilettanti;
- 1959/60: la Romulea allenata dal Campione del Mondo Guido Masetti è nuovamente Campione d’Italia nella categoria Juniores Semi - Professionisti.

### Entra in società la famiglia Vilella
Giuseppe Vilella (più familiarmente conosciuto come “Pino”), entrato nella Società nel 1968 durante la presidenza del cav. Angelo Miceli, diventa prima vice presidente e poi presidente nel 1971, continuando con le sue sole forze la gestione totale del sodalizio romano fino alla morte, avvenuta dopo lunga malattia il 24 giugno 1996.

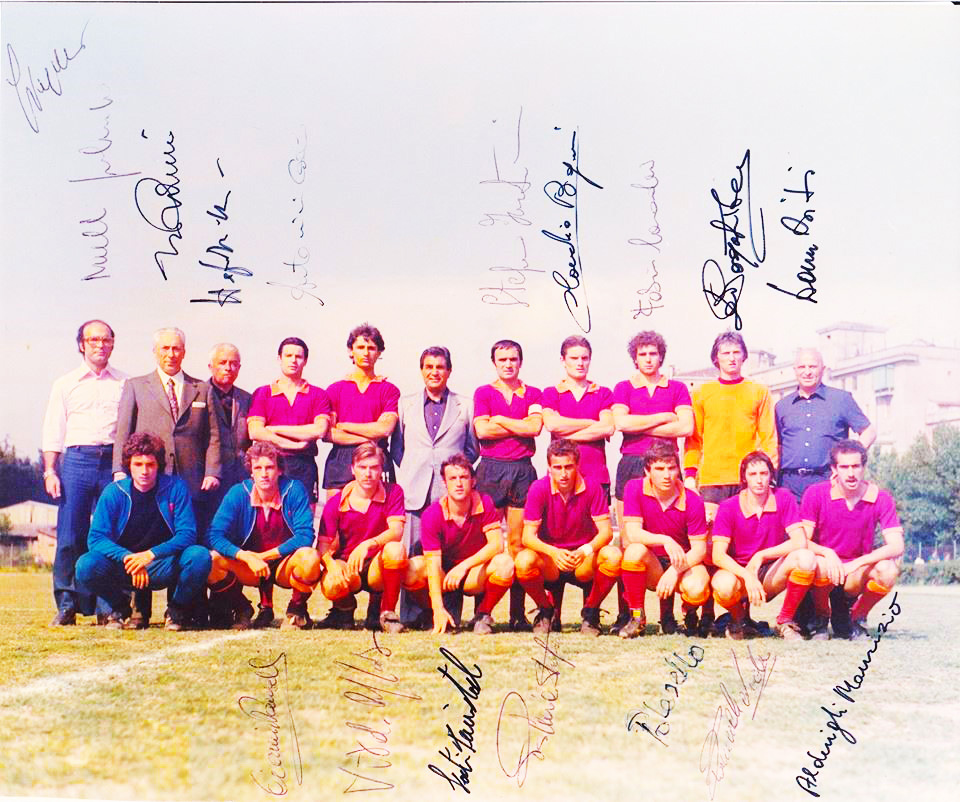
La squadra della Romulea che nel 1974 arrivò seconda nel girone F di Serie D. Nella fotografia sono presenti, tra gli altri, il presidente Giuseppe Vilella e l'allenatore Domenico Biti

Con la collaborazione di grandi esperti e personaggi del calcio nazionale del calibro del comm. Walter Crociani e del tecnico Domenico Biti, la Romulea, con i suoi diciotto anni di ininterrotta permanenza nelle vecchie Serie D e Interregionale, entra di diritto nella élite del calcio nazionale "semi-pro", toccando il proprio apice nella stagione 1973-74 quando, nel girone F di Serie D, seconda dietro la Cynthia 1920, sfiora la promozione in Serie C, e nella categoria Berretti è sconfitta ai rigori, nella finale per il titolo italiano, contro l'U.S. Imperia 1923.
Il presidente Vilella, in questa "avventura", si avvale di uno staff di prim'ordine: dal segretario Luigi Neri al responsabile del settore giovanile Antonio Bove, dal dott. Gaetano Pelagalli ai tecnici Carlo Gasbarra, Lanfranco Barbanti ed Elio Gagliassi.
Di quegli anni è d'obbligo citare due calciatori passati dalla Romulea a prestigiosi club nazionali: Domenico Penzo (classe 1953), prima ceduto alla A.S. Roma, ha poi proseguito la propria carriera presso altre grandi società professionistiche (Brescia, Verona, Juventus e Napoli) e Leonardo Menichini (classe 1953), inizialmente passato al Verona del Presidente Saverio Garonzi, ha in seguito giocato nel Novara, nella Roma, nel Catanzaro, nell'Ascoli e nella Triestina.

### Il boom del settore giovanile

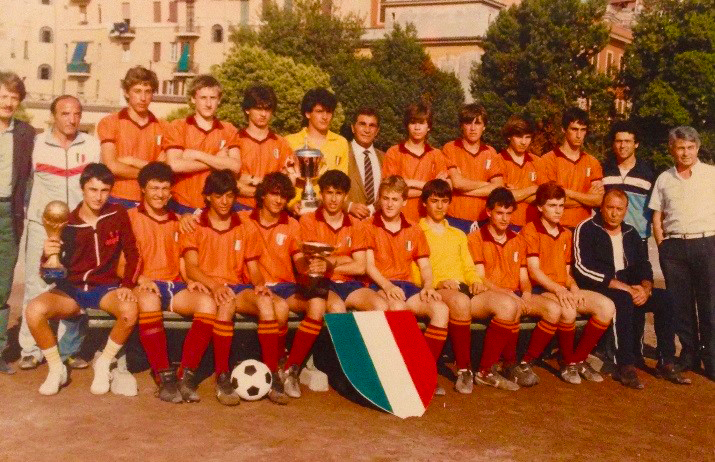
La squadra dei giovanissimi che nel 1983-1984 vinse lo scudetto, il primo dell'era moderna assegnato ad un club, secondo l'albo d'oro della FIGC

Anno dopo anno, intanto, incomincia a prendere corpo e a svilupparsi il settore giovanile, che diventerà in seguito il punto forte della società "amaranto-oro”. Non è un caso, infatti, che negli anni ‘80, oltre alla conquista del titolo nazionale nella categoria Giovanissimi Dilettanti nella stagione 1983-84 (tale stagione è la prima dopo la riforma dei campionati a livello nazionale e, secondo l'Albo d'Oro della FIGC, la Romulea si è aggiudicata il primo campionato) – con il tecnico Carlo Gasbarra in panchina - tanti giovani approdano al professionismo. Ricordiamo i nomi più importanti: Emanuele Gattelli (Atalanta, Pistoiese, Cagliari e Padova), Antonino Criscimanni (Roma, Varese, Genoa, Spal, Avellino, Napoli e Udinese), Antonio Di Carlo (Roma, Piacenza, Arezzo, Genoa, Parma, Ancona e Perugia), Paolo Baldieri (Roma, Pisa, Empoli, Avellino, Pescara, Lecce e Perugia).
Continuando nella tradizione, negli anni ‘90 altri giovani faranno il grande salto verso la Serie A: Oberdan Biagioni (Lazio, Cosenza, Foggia, Udinese, Pistoiese, Fidelis Andria e Brescia), Alessandro Sturba (Verona, Siena, Fidelis Andria, Livorno, Cittadella, Venezia e Salernitana), Fabio Liverani (Perugia, Lazio,  Fiorentina e Palermo).

### La doppietta tricolore
Nella stagione agonistica 1996/1997, alla morte di Pino Vilella subentra alla presidenza il figlio Vito. Il neopresidente in pochi anni, forte dell’esperienza e delle notevoli capacità tecniche del direttore sportivo Angelo Conti (già alla Romulea dal 1992) nonché assistito da un rinnovato e affiatato team di quadri dirigenziali, porta la società di San Giovanni a raggiungere i traguardi massimi nell’ambito del settore giovanile, sia in campo regionale sia nazionale.

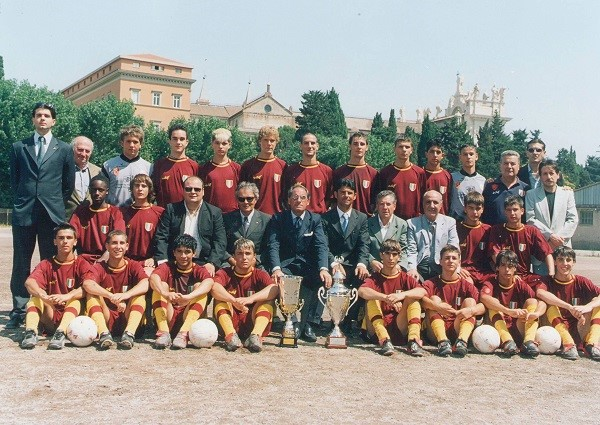
La squadra della Romulea che vinse il titolo nazionale giovanissimi nel 2002

È storia recente, infatti la conquista del titolo italiano giovanissimi dilettanti nella stagione 2001-2002 con i classe 1987 (finalissima a Cesenatico: Romulea – Montebelluna Treviso 3-2), incredibilmente bissato, nella stessa categoria, nella stagione successiva 2002-2003 con i ragazzi della classe 1988 (finalissima ad Arta Terme: Romulea - Aldini Unes Milano 6-5 d.c.r.). In entrambe le occasioni è alla guida delle formazioni campioni d’Italia, mister Fabio Giallatini.
L’anno seguente, sempre con i giovanissimi, la Romulea tenta il tris: il giovane e promettente tecnico Andrea Stramaccioni, dopo aver vinto il titolo di campione regionale contro il Savio, porta la squadra dei 1989 a disputare la finalissima valevole per il titolo di campione d’Italia, ma il tris non riesce (finalissima a Pescara: Romulea - Montebelluna Treviso 0-2).

### I lavori della Metropolitana e il rischio di scomparire

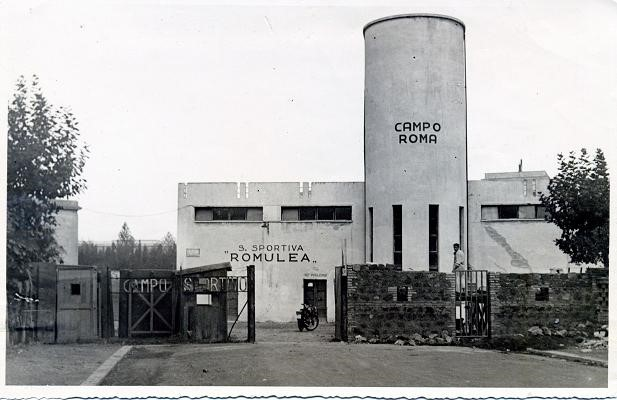
Il centro sportivo comunale Campo Roma, sede attuale della Romulea (foto del 1948)

Durante la stagione sportiva 2007-2008 la Romulea rischia di scomparire poiché presso lo storico Campo Roma sede della società, è in progetto la cantierizzazione per la stazione “Amba Aradam-Ipponio” della tratta T3 della linea C della nuova metropolitana di Roma. Il 28 aprile 2009 al campo Roma, sfilano le autorità e tutti gli affezionati della storica società amaranto oro nella giornata “Salviamo la Romulea”, che sancisce la definitiva salvezza. Solo qualche giorno dopo, infatti, dopo oltre un anno di trattative con le Istituzioni, l’assessore alla mobilità di Roma Capitale Sergio Marchi, congiuntamente al Delegato alle Politiche Sportive Alessandro Cochi annunciano lo spostamento del cantiere per la metropolitana in un’area adiacente al campo, garantendo alla Romulea

### La rinascita

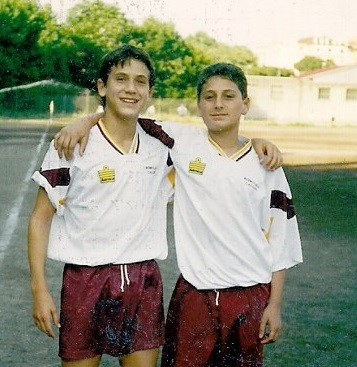
Un giovane Lorenzo De Silvestri con la maglia della Romulea

Dopo un periodo buio coinciso con l'incertezza di proseguire la propria attività, la Romulea ha incominciato un nuovo ciclo ammodernando lo storico "Campo Roma” con un manto in erba sintetica. La collaborazione con l'Inter, in essere dal 2010, ha garantito ulteriore serietà e metodo di lavoro. Negli ultimi anni hanno esordito o giocato in pianta stabile nel massimo campionato italiano giocatori come Lorenzo De Silvestri, Davide Moscardelli, Valerio Verre e Filippo Missori.

### La nuova consacrazione e le ultime vittorie
Nella stagione 2015-2016 gli Allievi allenati da Roberto Belardo hanno vinto il campionato Allievi Regionali Eccellenza battendo in finale a la Nuova Tor tre teste, ricucendo un filo con la storia dopo 12 anni senza allori regionali, arrivando poi fino alla semifinale scudetto, persa contro il Forlì laureatosi Campione d’Italia. Durante la stagione 2016-2017 alla presidenza di Vito Vilella è succeduto il figlio Nicola, già direttore generale della Società. Nella stagione 2018-2019 gli Juniores Under19 allenati da Fabrizio Feroce hanno vinto il titolo regionale in finale contro la Vigor Perconti per poi laurearsi Campioni d'Italia nella finale disputatasi il 15 giugno 2019 allo stadio Bozzi di Firenze vinta per 3 - 2 contro la Varesina Calcio, aggiungendo il 6º scudetto al palmares della Società. 

### Il ritorno della Prima Squadra
Nella stagione 2020-2021 un gruppo di dirigenti della Romulea, (Vito Vilella, Andrea Trasciani e Gianni Palmieri), decisero di affiliarsi alla Società Pro Marcellina, militante in prima categoria e che rischiava di sparire, rilevandone la gestione e modificando la denominazione e la sede sociale (l'associazione cambiò nome in Appio Latino Metronio Romulea). La ALM Romulea partecipò al campionato di prima categoria laziale che venne interrotto anticipatamente per la Pandemia di COVID-19 ma venne poi ripescata nel campionato di Promozione. Alla guida della squadra venne confermato l'allenatore Giampaolo De Luca che l'anno successivo nel Girone B di Promozione sfiorò l'impresa concludendo il campionato in prima posizione a pari punti con il Fiano Romano. Per decidere la società promossa in eccellenza la Romulea disputò nel giugno 2022 una gara di spareggio contro il Fiano Romano perdendola per 1-0 rimanendo dunque in cadetteria.
La stagione successiva (2022-2023) la SS Romulea incorporò in un unico soggetto l'ALM Romulea e, confermando il proprio impegno con la prima squadra, sfiorò nuovamente la promozione diretta in Eccellenza grazie al raggiungimento del 2º posto in campionato, seconda dietro l'Aranova, ed a una sconfitta in finale di Coppa Italia allo stadio Rocchi di Viterbo il 13 maggio 2023 contro la Lodigiani.
La Romulea venne successivamente ripescata in Eccellenza come migliore seconda squadra classificata tra le aventi diritto al ripescaggio, potendo festeggiare il ritorno nel campionato di Eccellenza Laziale dopo 27 anni di assenza dall'ultima partecipazione.

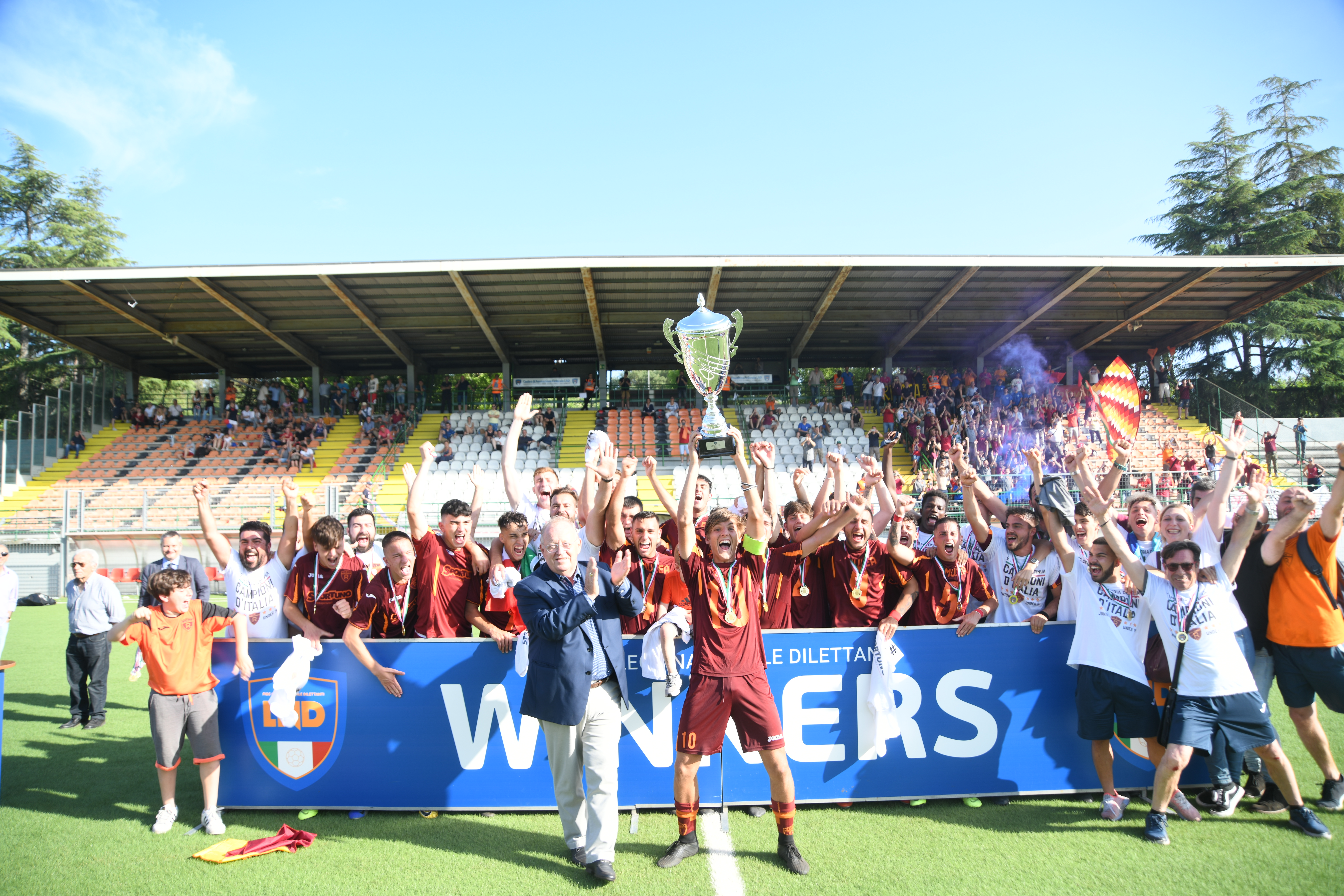
La squadra Juniores della Romulea Campione d'Italia 2019

.

## Cronistoria

### Tabella riassuntiva
| Categoria | Partecipazioni | Debutto   | Ultima stagione |
| --------- | -------------- | --------- | --------------- |
| D         | 30             | 1951-1952 | 1983-1984       |

## Palmarès

### Competizioni regionali
- Prima Divisione: 1

1950-1951 (girone A)
- Prima Categoria: 2

1961-1962 (girone B), 1966-1967 (girone B)

### Competizioni giovanili
- Campionato italiano: 6 
Ragazzi: 1
1949-1950
Juniores: 2
1959-1960, 2018-2019
Giovanissimi: 3
1983-1984, 2001-2002, 2002-2003

- Campionato Nazionale Under-17 Dilettanti: 3

1949-1950, 1951-1952, 1959-1960
- Torneo Città di Arco: 1

2020